# Podofyllotoxin
Podofyllotoxin (PPT) är ett extrakt av Podophyllum peltatum-buskens rötter. Podofyllotoxin är ett potent antitumorigent medel och används i andra läkemedel som behandling mot olika former av tumörer.

## Egenskaper
Strukturen av podofyllotoxin fastställdes på 1930-talet. Den bär fyra på varandra följande kirala centra, märkta C-1 till C-4. Molekylen innehåller också fyra nästan plana smältringar. Fyra ändar av podofyllotoxin har syreatomer vid de funktionella grupperna dioxoles, metoxys, lakton, och sekundär alkohol.
Derivat av podofyllotoxin syntetiseras som egenskaper hos ringarna och kol 1 till 4 är diversifierade. Till exempel är ringen A inte väsentlig för antimitotisk aktivitet. Aromatisering av ringen C leder till förlust av aktivitet, möjligen från ringen E, som inte längre släpps ut på den axiella positionen. Dessutom, stereokemin vid C-2 och C-3 konfigurerar ett translakton, som har mer aktivitet än cis-motsvarighet. Kiralitet vid C-1 är också viktigt eftersom det innebär ett axiellt läge för ringen E.

## Förekomst
Podofyllotoxin förekommer i koncentrationer på 0,3 till 1,0 % av massan i rotstocken av amerikanska Mayapple (Podophyllum peltatum). En annan vanlig källa till podofyllotoxin är rotstockar av Podophyllum hexandrum Royle (Berberidaceae).
Det biosyntetiseras från två molekyler koniferylalkohol av fenoloxidativ koppling och en rad oxidationer, reduktioner och metyleringar.

## Medicinsk användning
Det marknadsförs som läkemedel mot kondylom under varumärkena Condylox, en gel, och Wartec, en lösning eller kräm, och används på huden som en topikal behandling av externa genitala vårtor, som orsakas av vissa typer av de mänskliga papillomvirus (HPV), och andra vårtor.
PPT och dess syntetiska derivat visar ett brett urval i medicinska tillämpningar såsom laxermedel, blåsbildande, antireumatiska, antivirala och antitumörmedel. Dessa derivat innefattar etoposid, teniposid, och etopofos. Deras anticanceraktivitet har varit starkt under studie och används i olika kemoterapier, inklusive lungcancer, lymfom, och genitala tumörer.

### Verkningsmekanism
Etoposid, ett halvsyntetiskt derivat av podofyllotoxin, inducerar DNA-skador genom sin hämning av topoisomeras II. Drogen är mest aktiv i slutet av S- och tidiga G2- faser av cellcykeln. Teniposid är en analog med mycket likartade farmakologiska egenskaper.
Podofyllotoxinderivat uppvisar bindningsaktivitet till enzymet topoisomeras II under den sena S- och tidiga G2-skedet. Exempelvis binder etoposid och stabiliserar det temporära avbrott som orsakas av enzymet, som stör reparationen av avbrott vilken den dubbelsträngade DNA:t genomgår, och följaktligen stannar DNA-avlindning och replikation. Mutanter resistenta mot antingen podofyllotoxin, eller till dess topoisomeras-Il-inhiberande derivat såsom etoposid (VP-16), har beskrivits i kinesiska hamsterceller. De ömsesidigt exklusiva korsresistensmönstret hos dessa mutanter ger ett högspecifikt medelvärde för att skilja de två typerna av podofyllotoxinderivat. Muterade kinesiska hamsterceller som är resistenta mot podofyllotoxin påverkas i en protein P1 som senare identifierades som däggdjurs HSP60 eller chaperoninprotein. 